# Deville Glacier
Deville Glacier är en glaciär i Antarktis. Den ligger i Västantarktis. Argentina, Chile och Storbritannien gör anspråk på området. Deville Glacier ligger 850 meter över havet.
Terrängen runt Deville Glacier är kuperad åt sydväst, men åt nordost är den bergig. Havet är nära Deville Glacier åt sydväst. Trakten är glest befolkad. Närmaste befolkade plats är Gonzalez Videla Station, 15,9 kilometer väster om Deville Glacier. 